# Purísima de Altamira
Purísima de Altamira är en ort i Mexiko.   Den ligger i kommunen Pénjamo och delstaten Guanajuato, i den centrala delen av landet, 290 km väster om huvudstaden Mexico City. Purísima de Altamira ligger 1 724 meter över havet och antalet invånare är 208.
Terrängen runt Purísima de Altamira är platt åt sydväst, men åt nordost är den kuperad. Runt Purísima de Altamira är det ganska tätbefolkat, med 58 invånare per kvadratkilometer. Närmaste större samhälle är Angamacutiro de la Unión, 8,8 km sydost om Purísima de Altamira. I omgivningarna runt Purísima de Altamira växer huvudsakligen savannskog.